# دهاتو
Dātus (dhä·tōōs), n.pl. (از سانسکریت धातु dhātu - عنصر بدن فیزیکی) در آیورودا، هفت اصل (عنصر) اساسی که از ساختار (و عملکرد) اساسی بدن پشتیبانی می‌کنند.
آنها عبارتند از:
- Rasa dhatu (لنف)[۳]
- Rakta dhatu (خون)[۳]
- Mamsa dhatu (ماهیچه‌ها)[۳]
- مدها داتو (چربی)[۳]
- Asthi dhatu (استخوان)[۳]
- Majja dhatu (مغز (استخوان و ستون فقرات))[۳]
- Shukra dhatu (نطفه)[۳]

متون سنتی اغلب از اینها به عنوان هفت دهاتو (Saptadhātus) یاد می‌کنند. Ojas، به معنای نشاط یا سرزندگی، به عنوان هشتمین داتو یا Mahādhātu (superior, or great dhātu) شناخته می‌شود.